# きらきん!
『きらきん！』は、KBS京都のテレビ番組。2019年4月5日から2025年3月28日まで毎週金曜日に放送していた。

## 出演者
- かつみ♥さゆり）- かつみ壬生御所ノ内町生れ
- 村田千弥

## コーナー
- 女と男の生中継
- 社長の宝もん - 社長大好き芸人であるかつみ♥さゆりのふたりが各社へ突撃。社長が大切にしている“宝もん”に込められた思いや意外なエピソードから、私たちの人生をより豊かにするヒント(かつみ♥さゆりが抱える多額の借金早期返済のヒント？)を探っていきます。
- 大西風雅の京男デビュー
- きらめし - https://www.kbs-kyoto.co.jp/tv/kirakin/kirameshi/
- サウナ―中上恭子のととのい日和
- きらきん！スポーツ - 澤武博之 愛称「さわさわ」
- めざせ！京都ツウ　- ミサイルマン西代洋、梅林秀行、西上真帆、ねねもも、スーパーマラドーナ、若村亮
- きらきんチャンス！選んでぼよよ〜ん

## 放送時間
- 金曜日 12:53 - 14:25